# Amorphophallus ranchanensis
Amorphophallus ranchanensis là một loài thực vật có hoa trong họ Ráy (Araceae). Loài này được Ipor, A.Simon & Meekiong mô tả khoa học đầu tiên năm 2007.